# Ipomoea lindenii
Ipomoea lindenii är en vindeväxtart som beskrevs av Carl Friedrich Philipp von Martius och Gal. Ipomoea lindenii ingår i släktet praktvindor, och familjen vindeväxter. Inga underarter finns listade i Catalogue of Life.